# Distretto di Hammam Righa
Il distretto di Hammam Righa è un distretto della provincia di 'Ayn Defla, in Algeria.

## Comuni
I comuni del distretto sono:
- Hammam Righa
- Aïn Bénian
- Aïn Torki